# Flims
Ne doit pas être confondu avec Flums.
Flims, appelée en romanche Flem, est une commune suisse du canton des Grisons, située dans la région d'Imboden.

## Géographie
Flims est situé sur un petit plateau dominant la vallée du Rhin antérieur. Il a deux noyaux distincts : Flims-dorf (1 081 m), le plus ancien et Flims-Waldhaus (1 110 m), centre à la mode.
Flims compte quatre lacs, dont le plus connu s'appelle Lag la Cauma. En été, il attire un grand nombre de touristes qui en profitent pour des baignades. Flims possède également un vaste domaine skiable, en partage avec les communes voisines de Laax et de Falera.

## Langue
Les habitants de Flims sont de nos jours très majoritairement germanophones : en 2000, seuls 7,5 % de la population ont indiqué le romanche comme langue principale alors qu'en 1920, 71 % de la population était de langue romanche. Cette germanisation a été particulièrement rapide — même pour un village touristique.

## Histoire

Photo aérienne prise à 400 m par Walter Mittelholzer (1923)

Flims est mentionné pour la première fois en 765 sous le nom de Flemme.
À partir de 1399, Flims dépend de la Ligue grise. 
Au XIXe siècle, la station de Flims s'est développée comme centre de cure et de villégiature d'hiver et d'été. 
Le 6 juin 2006 un incendie a détruit sept maisons et sept écuries de Flims.
Flims accueille la session d'automne des chambres fédérales (Conseil national et Conseil des États) du 18 septembre au 6 octobre 2006. Cette délocalisation du parlement est la troisième après Genève et Bellinzone. Elle coïncide également avec la rénovation du Palais fédéral à Berne.

## Tourisme
Flims dispose de nombreux équipements destinés au tourisme en hiver et en été. S'y intègre en hiver un vaste domaine skiable (140 km2) desservi par une trentaine de remontées mécaniques (dont le téléphérique Mulania-Crap-Sogn Gion). En été, Flims dispose d'une école d'équitation, de tennis, piscine, plage, etc.

## Cyclisme
L'ascension de Flims (1 115 m), classée en 2e catégorie, figurait au programme de la 7e étape du Tour de Suisse 2019. Cette ascension est également au programme de la 7e étape du Tour de Suisse 2022.

## Personnalités liées à la commune
- Daniel Schmid, réalisateur, y est né en 1946.
- Andri Ragettli, un skieur acrobatique, y est également né le 21 août 1998.